# Massimo Ghirotto
Massimo Ghirotto (Boara Pisani, 25 juni 1961) is een voormalig Italiaans wielrenner.

## Belangrijkste overwinningen
1986
- 10e etappe Ronde van Zwitserland

1987
- Coppa Placci
- Trofeo Matteotti
- Trofeo Baracchi (met Leali)

1988
- GP Industria & Artigianato
- 14e etappe Ronde van Frankrijk

1989
- 7e etappe Ronde van Spanje

1990
- Ronde van Venetië
- Ronde van Umbrië
- 9e etappe Ronde van Frankrijk

1991
- 4e etappe Ronde van Trentino
- 9e etappe Ronde van Italië

1992
- Ronde van Venetië
- Tre Valli Varesine
- Memorial Nencini
- Wincanton Classic

1993
- Tre Valli Varesine
- 20e etappe Ronde van Italië

1994
- 19e etappe Ronde van Italië
- Eindklassement Ronde van de Mijnvalleien

## Resultaten in voornaamste wedstrijden
| Jaar | Ronde van Italië | Ronde van Frankrijk | Ronde van Spanje |
| ---- | ---------------- | ------------------- | ---------------- |
| 1985 | 125e             |                     |                  |
| 1986 | 29e              |                     |                  |
| 1987 | 60e              | 109e                |                  |
| 1988 | 18e              | 85e (1)             |                  |
| 1989 | 68e              |                     | 76e (1)          |
| 1990 | 34e              | 95e (1)             |                  |
| 1991 | opgave (1)       |                     |                  |
| 1992 | 55e              | 40e                 |                  |
| 1993 | 69e (1)          | 33e                 |                  |
| 1994 | 41e (1)          | 75e                 |                  |
| 1995 | 56e              |                     |                  |

| Jaar | Milaan-San Remo | Gent-Wevelgem | Ronde van Vlaanderen | Parijs-Roubaix | Amstel Gold Race | Luik-Bast.‑Luik | Clásica San Sebastián | Parijs-Brussel |  | WK op de weg |  | Wereldranglijsten |
| ---- | --------------- | ------------- | -------------------- | -------------- | ---------------- | --------------- | --------------------- | -------------- |  | ------------ |  | ----------------- |
| 1985 | 29e             | 86e           |                      |                |                  |                 |                       |                |  |              |  |                   |
| 1986 |                 | 42e           |                      | 43e            |                  |                 |                       | 53e            |  |              |  |                   |
| 1987 |                 | 31e           | 70e                  |                |                  |                 |                       |                |  | 56e          |  |                   |
| 1988 |                 | 70e           |                      |                | 76e              |                 |                       | 26e            |  | 45e          |  |                   |
| 1989 |                 |               |                      |                | 79e              |                 | 41e                   | 57e            |  |              |  |                   |
| 1990 | 32e             | 23e           | 34e                  | 72e            |                  |                 |                       | 46e            |  |              |  |                   |
| 1991 |                 | 33e           | 27e                  | 40e            | 25e              |                 |                       |                |  |              |  |                   |
| 1992 | 70e             | 94e           | 76e                  |                |                  |                 | 12e                   |                |  | 22e          |  | 14e (UWB)         |
| 1993 | 156e            |               |                      | 15e            |                  | 66e             | 9e                    |                |  | 38e          |  | 29e (UWB)         |
| 1994 | 156e            | 99e           |                      |                |                  |                 |                       |                |  | 4e           |  | 18e (UWB)         |
| 1995 |                 |               |                      |                |                  |                 |                       |                |  |              |  |                   |